# Richard M.K. Saunders
Prof. Dr. Richard M.K. Saunders ( 1964 ) es un botánico inglés, trabajando como profesor asociado, en la División de Ecología & Biodiversidad, de la Escuela de Ciencias Biológicas, Universidad de Hong Kong. Obtuvo en 1987 su M.Sc. en Reading (Inglaterra), y su Ph.D. en 1990.

## Algunas publicaciones
- yvonne cf Su; richard mk Saunders. New nomenclatural combinations in Pseuduvaria (Annonaceae). Blumea 46 ( 3) 2001
- aruna d Weerasooriya; richard mk Saunders. Mitrephora simeuluensis (Annonaceae): a new species from Simeuluë, Indonesia. Blumea 46 ( 3) 2001

### Libros
- yvonne cf Su; richard mk Saunders.2006. Monograph of Pseuduvaria (Annonaceae). Series: SYSTEMATIC BOTANY MONOGRAPHS 79. 204 pp., 3 planchas a color.
- rafael Govaerts, paul Wilkin, richard mk Saunders. 2007. World Checklist of Dioscoreales. Series: WORLD CHECKLISTS AND BIBLIOGRAPHIES OF HIGHER PLANTS, Yams and their Allies. 65 pp. Ed. Royal Botanic Gardens, Kew. ISBN 978-1-84246-200-3
- La abreviatura «R.M.K. Saunders» se emplea para indicar a Richard M.K. Saunders como autoridad en la descripción y clasificación científica de los vegetales.[2]